# Jeziornik
Jeziornik – kolonia kociewska w Polsce położona w województwie pomorskim, w powiecie starogardzkim, w gminie Zblewo na Kociewiu nad południowym brzegiem jeziora Borzechowskiego. Osada wchodzi w skład sołectwa Borzechowo.
W latach 1975–1998 miejscowość administracyjnie należała do województwa gdańskiego.